# Rue de l'Ancienne-Préfecture
La rue de l'Ancienne-Préfecture est une rue du quartier de Bellecour située sur la Presqu'île dans le 2e arrondissement de Lyon, en France.

## Situation et accès
La rue commence quai Saint-Antoine, juste à côté de la rue de la Monnaie, pour se terminer place des Jacobins. La circulation se fait dans le sens de la numérotation avec un stationnement d'un seul côté.

## Origine du nom
Comme son nom l'indique, la préfecture était auparavant à cet endroit,.

## Histoire
En 1818, la préfecture s'installe dans l'ancien couvent des dominicains, sur la place des Jacobins. Ce nom désignant, en France, les membres de l'Ordre des Prêcheurs sous l'ancien régime. Un autre souvenir de la présence des frères était la rue Saint-Dominique aujourd'hui rue Émile-Zola. 
Pour mieux accéder aux bâtiments, la compagnie Vingtrinier Bonnet & Cie ouvre une rue en 1830 dans le tènement de l'ancien hôtel des monnaies ; cette rue prend le nom de rue de la préfecture.
Après le coup d'État du 2 décembre 1851, un décret du 24 mars 1852 supprime la fonction de maire de Lyon, dont les pouvoirs sont exercés par le préfet. Ce dernier exerçant également la fonction de maire, la préfecture est transférée en 1855 à l'Hôtel de Ville, puis sur la rive gauche du Rhône en 1890. Ce n'est pourtant qu'en 1899 que le conseil municipal décide de l'appellation actuelle de la rue.
Entre 2024 et 2025, la rue est réaménagée en zone de rencontre, avec un dallage en pierre beige dans le prolongement de celui posé place des Jacobins une dizaine d’années plus tôt.